# Шихалеев, Николай Кузьмич
Никола́й Кузьми́ч Шихале́ев (19 декабря 1923, с. Шихалеево — 28 февраля 1997, Пенза) — советский инженер и организатор авиационной промышленности. Генеральный директор НПО «Эра» МАП СССР (1961—1987). Лауреат Государственной премии СССР (1973).

## Биография
Родился в селе Шихалеево Марийской АССР.
С 1941 года в начальный период Великой Отечественной войны, в возрасте семнадцати лет, Н. К. Шихалеев начал свою трудовую деятельность на Казанском заводе № 124 имени Серго Орджоникидзе и Казанском авиационном заводе № 22 имени С. П. Горбунова Народного комиссариата авиационной промышленности СССР, в период войны завод занимался выпуском военной продукции, в частности военных самолётов Пе-2, для нужд фронтовой авиации.
С 1949 по 1956 годы проходил обучение Казанском авиационном институте.
С 1956 по 1958 годы был назначен — главным технологом, с 1958 по 1961 годы — главным инженером-первым заместителем директора Пензенского завода № 163 Министерства авиационной промышленности СССР.
С 1961 по 1987 годы, в течение двадцати шести лет, Н. К. Шихалеев был — генеральным директором Пензенского научно-производственного объединения «Эра» Министерства авиационной промышленности СССР. Под руководством и при непосредственном участии Н. К. Шихалеева на НПО «Эра» было создано новое направление в авиационной промышленности СССР — тренажёростроение, была создана единственная в советском союзе практическая база по серийному производству и выпуску авиационных и космических тренажёров. Более сорока различных видов тренажёров было разработано на предприятии под руководством Н. К. Шихалеева, был внесён ощутимый вклад в осуществление космической программы «Энергия — Буран», изделия предприятия поставлялись более чем на тридцать предприятий различных стран мира. За заслуги в авиационной промышленности Указом Президиума Верховного Совета СССР, Н. К. Шихалеев был награждён Орденом Октябрьской революции,
двумя Орденами Трудового Красного Знамени и Орденом «Знак Почёта».
В 1973 году Указом Постановлением Совета Министров СССР «За создание в авиационной промышленности подотрасли тренажёростроения» Н. К. Шихалеев был удостоен — Государственной премии СССР.
Скончался 28 февраля 1997 года, похоронен в городе Пенза.

## Награды
- Орден Октябрьской революции[2]
- Два ордена Трудового Красного Знамени
- Орден «Знак Почёта»

### Премии
- Государственная премия СССР (1973[1][3]) — за создание в авиационной промышленности подотрасли тренажёростроения

## Память
- В Пензе на улице Свердлова на здании НПО «Энергия» была установлена мемориальная доска Н. К. Шихалееву с надписью: «Шихалеев Николай Кузьмич (1923—1997) Лауреат Государственной премии СССР, один их главных основоположников отечественного авиационного тренажёростроения. Более 40 лет жизни посвятил предприятию, руководил им с 1961 по 1987 годы»[4]